# 学校法人純美禮学園
学校法人純美禮学園（がっこうほうじんすみれがくえん）は滋賀県大津市に本部を置く学校法人。

## 設置している学校
- 滋賀短期大学（旧：滋賀女子短期大学、2008年男女共学化・改称）
- 滋賀短期大学附属高等学校（旧：滋賀女子高等学校、2008年男女共学化・改称）
- 滋賀短期大学附属幼稚園（旧：滋賀女子短期大学附属幼稚園、2008年改称）
- 滋賀短期大学附属すみれ保育園（2020年開園）

## 法人概要
- 本部所在地
  - 〒520-0803 滋賀県大津市竜が丘24番4号

## 沿革
- 1918年 - 松村裁縫速進教授所として開設する。
- 1944年 - 財団法人純美禮学園になる。
- 1951年 - 学校法人純美禮学園に改組する。

設置している学校の沿革は各学校の記事を参照。

## 役員

### 歴代理事長
- 1951–: 中野冨美
- 1966–: 松村信蔵
- 1976–: 原山淑夫（元膳所高等学校校長（1963–69年））
- 1981–: 中野幹夫
- 2004–: 松村文夫（東京経済大学卒、2021年名誉理事長に就任）
- 2021–: 秋山元秀（元滋賀大学教授、滋賀短期大学学長を兼任）